# Páll Ísólfsson
Páll Ísólfsson (* 12. Oktober 1893 in Stokkseyri; † 23. November 1974 in Reykjavík) war ein isländischer Komponist, Organist, Lehrer und Dirigent.

## Leben
Selbst Sohn eines Orgelkomponisten, begann er seine musikalische Ausbildung bei Sigfús Einarsson in Reykjavík im Jahr 1908. 1913 schrieb er sich am Leipziger Königlichen Konservatorium ein; seine Lehrer dort waren u. a. Karl Straube (Orgel), Robert Teichmüller (Klavier), Hans Grisch (Musiktheorie), und Max Reger  (Komposition). Von 1917 bis 1919 Straubes Assistent, vervollständigte er 1924–1925 seine musikalischen Studien in Paris bei Joseph Bonnet.
Nach seiner Rückkehr nach Island nahm Páll Ísólfsson eine führende Rolle im Musikleben seiner Heimat ein. So war er u. a. Direktor der Musikschule zu Reykjavík von deren Gründung im Jahr 1930 an bis 1957, Leiter der Musikabteilung des Isländischen Staatlichen Rundfunks von 1930 bis 1959, Organist an der Dómkirkja zu Reykjavík von 1939 bis 1968.
Für seine Verdienste erhielt er verschiedene Auszeichnungen; so promovierte ihn die Universität Oslo 1945 zum Ehrendoktor und er wurde 1956 als Mitglied in die Königlich Schwedische Musikakademie Stockholm aufgenommen.

„He was one of the pioneers in his field in Iceland , for decades the organist of the Reykjavik Cathedral . Páll Ísólfsson also was a skilled composer. (deutsch: Er war einer der Pioniere auf seinem Gebiet in Island, jahrzehntelang Organist an der Kathedrale von Reykjavik. Páll Ísólfsson war auch ein begabter Komponist.)“

## Diskografie

### Alben
- 1953 Johann Sebastian Bach orgeltónverk leikin af Dr. Páli Ísólfssyni í All Souls Church
- 1961  Dr. Páll Ísólfsson At The Organ Of The Reykjavik Cathedra
- 1963  Páll Ísólfsson – Leifs: Iceland Overture / Isolfsson: Passacaglia / Cowell: Symphony No. 16 обложка альбома  Jón Leifs / Páll Isólfsson* / Henry Cowell – Leifs
- 1969  Páll Ísólfsson – 1930 Alþingishátíðarkantata Við Hátíðarljóð Davíðs Stefánssonar обложка альбома 1930 Alþingishátíðarkantata Við Hátíðarljóð Davíðs Stefánssonar
- 1997  Páll Ísólfsson – Svipmyndir & Glettur обложка альбома  Örn Magnússon, Páll Ísólfsson - Svipmyndir & Glettur
- 2001  Páll Ísólfsson – Complete Original Piano Music обложка альбома  Páll Ísólfsson, Nína-Margrét Grímsdóttir